# Letojanni
Letojanni è un comune italiano di 2 926 abitanti della città metropolitana di Messina in Sicilia.
La cittadina balneare di Letojanni fa parte del comprensorio turistico di Taormina ed è situata al centro di una ampia baia compresa tra i promontori di S. Alessio (Forza d'Agrò) e S. Andrea (Taormina), a 5 metri sul livello del mare, nel versante jonico dei monti Peloritani, a 43 km a sud-ovest da Messina e 50 a nord-est da Catania.

## Storia
Fino alla prima metà del XVII secolo, il territorio costiero, oggi compreso nell'ambito territoriale di Letojanni, era un tratto di Taormina (dal torrente Mazzeo al S. Filippo) e l'altro di Forza d'Agrò (dal torrente S. Filippo al Fondaco Parrino).
Nel 1634, su disposizione di Filippo IV, il territorio fu scorporato da quello di Taormina e venduto dalla Regia Corte a Donna Francesca Porzio, moglie di Don Francesco Reitano, che nel 1637 fu insignita del titolo di Marchese di Gallidoro (l'odierna Gallodoro). Al nuovo marchesato di Gallidoro fu annesso il tratto di litorale sottostante, l'attuale Comune di Letojanni. Poiché i Reitano appoggiavano i Francesi nella Rivolta antispagnola di Messina (1674-1678), nel 1677 gli furono confiscati i beni tra cui il Marchesato di Gallidoro, che in seguito passò ai Busacca e ai Vigo.
Il “nuovo” insediamento di Letojanni sorse attorno al 1650, quando Francesco Reitano, marchese di Gallidoro, vi fissò la sua dimora, costruendo un sontuoso palazzo. Lo stesso marchese consentì l'insediamento di altre famiglie, tant'è che nel 1705 contava circa 500 abitanti ed era fornito, tra l'altro di una chiesa, come si legge in un documento redatto il 20 agosto di quell'anno, con il quale il nobile don Giulio Zati Guicciardini richiedeva l'assegnazione di un cappellano curato per la già esistente Chiesa del Glorioso Patriarca San Giuseppe, sita nella parte marittima della Terra di Galli Aurej (Gallodoro) denominata Letum Joannis (Letojanni), affinché si potessero celebrare tutti i SS. Sacramenti.
Per tutto il XVIII secolo, l'abitato di Letojanni rimase costituito da poche abitazioni, abitate soprattutto da famiglie di pescatori, da una chiesetta e dall'antica Torre Baglio, che era servita, nel passato, per avvistare eventuali incursioni nemiche.
Con l'abolizione del feudalesimo (1812) e la costituzione dei Comuni, avvenuta nel 1816, Gallodoro divenne Comune autonomo e Letojanni, essendo allora una piccola frazione, rimase ancora soggetta anche se in maniera diversa, al centro collinare.
Lo sviluppo del centro urbano di Letojanni fu notevole dal 1820 e dal 1866, con il passaggio rispettivamente della strada litoranea e della ferrovia che, collegando comodamente Messina e Catania, ne favorirono il commercio; infatti, molti, prevalentemente, da Gallodoro, Mongiuffi Melia, Taormina, Forza d'Agrò, Fiumedinisi e da altri paesi della zona, vollero trasferirsi in questa località. Furono, così, edificati diversi fastosi palazzotti che ancora oggi fanno bella mostra di sé. Letojanni, quindi, risorse come frazione di Gallodoro e presto divenne più grande e importante del centro collinare.
Il 12 aprile 1879, il Consiglio Comunale deliberava a maggioranza il trasferimento della sede comunale da Gallodoro a Letojanni e il 12 ottobre dello stesso anno, stabiliva ad unanimità il nuovo nome del Comune: "Letojanni-Gallodoro" (RD n. 5306 del 7 febbraio 1880). Ma, benché la denominazione comprendesse il nome di ambedue le località, in realtà Gallodoro era diventata frazione della sua marina.
Nel 1952, la frazione Gallodoro volle staccarsi in Comune autonomo e la Regione Siciliana sancì tale sua aspirazione con L. n. 52, assegnandole 695 ettari di territorio, mentre 672 rimasero al comune ora denominato solo Letojanni.
La pesca e l'agricoltura erano la base dell'economia di Letojanni ma, grazie alla straordinaria posizione, alle bellezze paesaggistiche e soprattutto alla spiaggia lambita dalle cristalline acque del mar Jonio, tali fonti di reddito sono state sostituite dall'industria delle vacanze, facendo diventare Letojanni una rinomata località turistica, ufficialmente riconosciuta con decreto regionale del 15 luglio 1980.

### Simboli
Lo stemma e il gonfalone sono stati concessi con decreto del presidente della Repubblica del 10 gennaio 1984.
Il gonfalone è un drappo di bianco.

## Monumenti e luoghi d'interesse

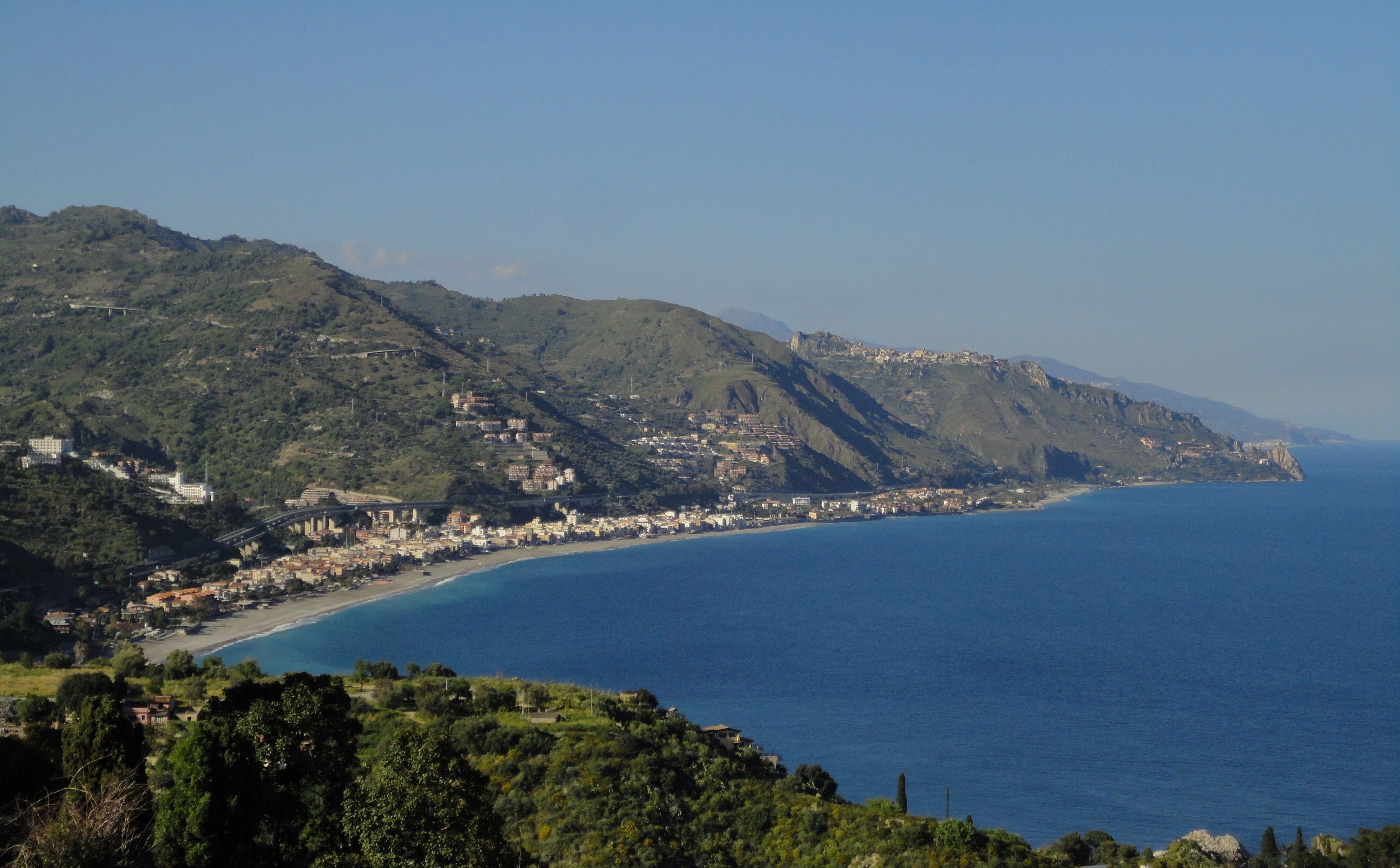
Panorama da Taormina

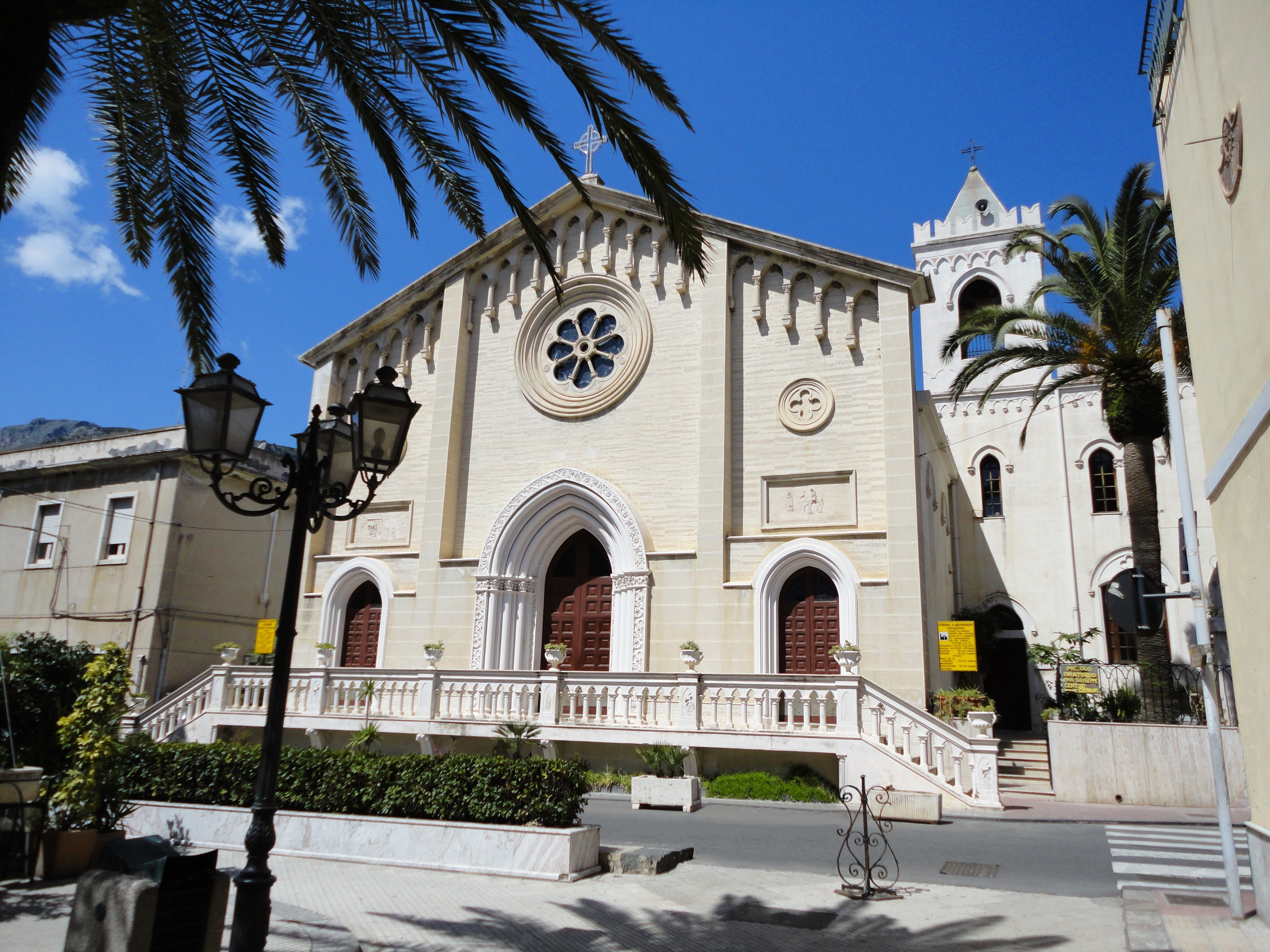
Duomo di San Giuseppe

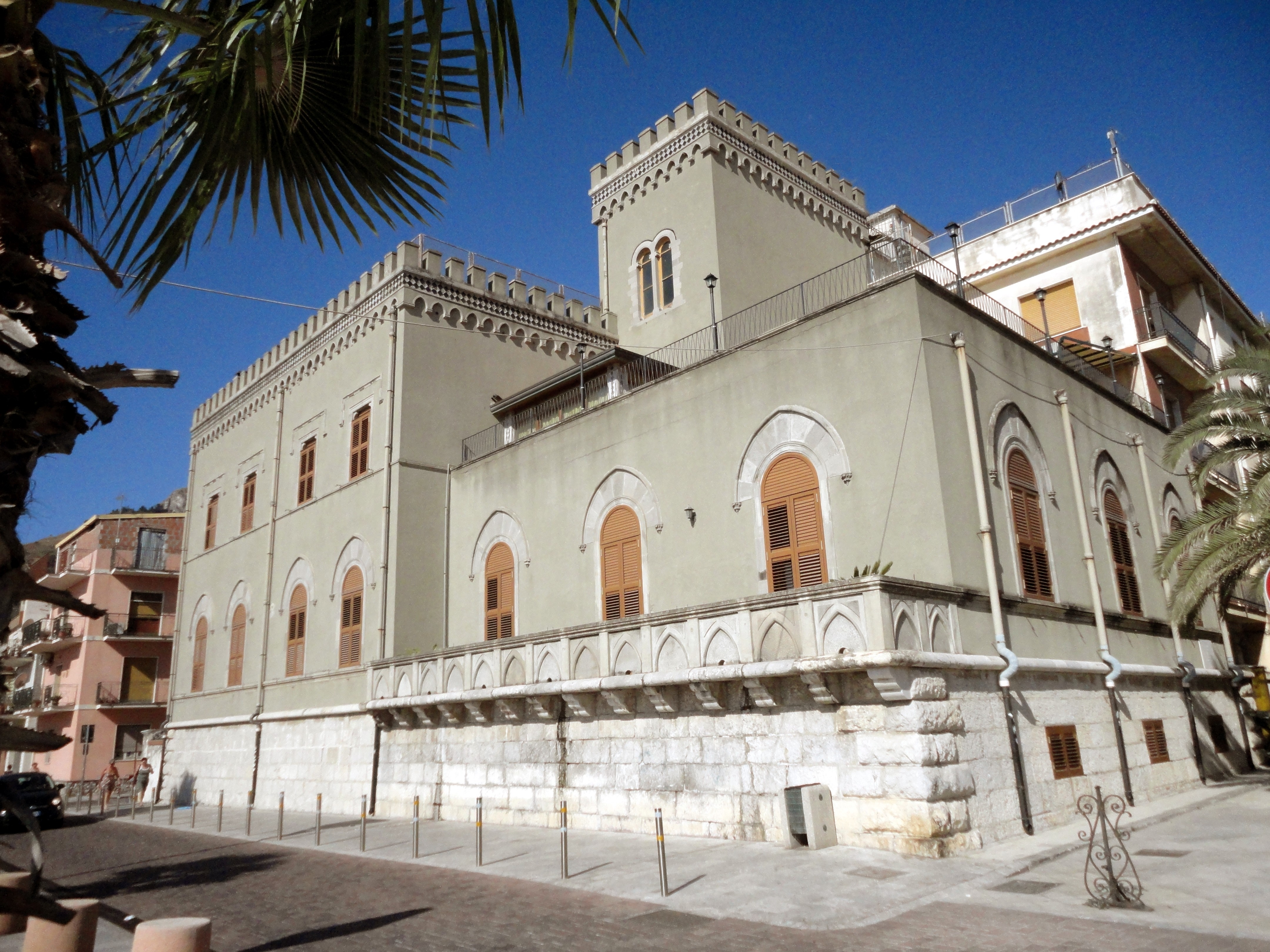
Palazzo Durante

### Duomo di San Giuseppe
Al centro di Letojanni, in piazza Francesco Durante si staglia il duomo di San Giuseppe, in stile neogotico con una armoniosa facciata in travertino, costituita da un elegante portale a sesto acuto strombato, sovrastato da un bel rosone, e da due porte minori laterali, sulle quali spiccano due bassorilievi raffiguranti momenti salienti della vita del Santo. L'originario luogo di culto era stato edificato verso il 1700, cioè quando Letojanni risorgeva sulle ceneri della città romana di Leto Jano ed era ubicato pressappoco dov'è oggi l'attuale sagrestia. La vecchia struttura fu resa inagibile dal terremoto del 1908, pertanto si rese necessario il suo completo rifacimento. La nuova struttura, sorta in parte sui ruderi del Palazzo del Marchese Reitano, fu inaugurata il 19 marzo 1931, in occasione della ricorrenza dei festeggiamenti in onore del Santo patrono. L'interno, diviso in tre navate da quattro colonne marmoree per parte, custodisce, tra l'altro, La Pietà o Deposizione di Cristo (olio su tela, d'ignoto del ‘700), l'Agonia di san Giuseppe (olio su tela del 1878, di Salvatore Frangiamore) e un ostensorio argenteo, finemente cesellato, di Scuola Messinese del Settecento. Nell'altare di San Giuseppe risalta un affresco eseguito nel 1990 dall'artista letojannese Filippo De Luca, raffigurante uno scorcio del paese con la piazza Francesco Durante, il duomo e la valle del Letojanni sovrastata da Gallodoro; mentre, il simulacro del patrono è opera mirabile dello scultore messinese Tore Edmondo Calabrò (1947), lo stesso che a Messina eseguì la statua marmorea di Cristo Re all'esterno dell'omonimo santuario e la benedicente Madonnina del porto. Di pregiata fattura gli affreschi che adornano il tetto. I meravigliosi mosaici, eseguiti dalla ditta Mellini di Firenze, raffigurano nell'abside centrale Cristo risorto tra Maria e Giuseppe e i simboli dei Sette Sacramenti (1981) e nell'arco trionfale La Pentecoste (1994). 

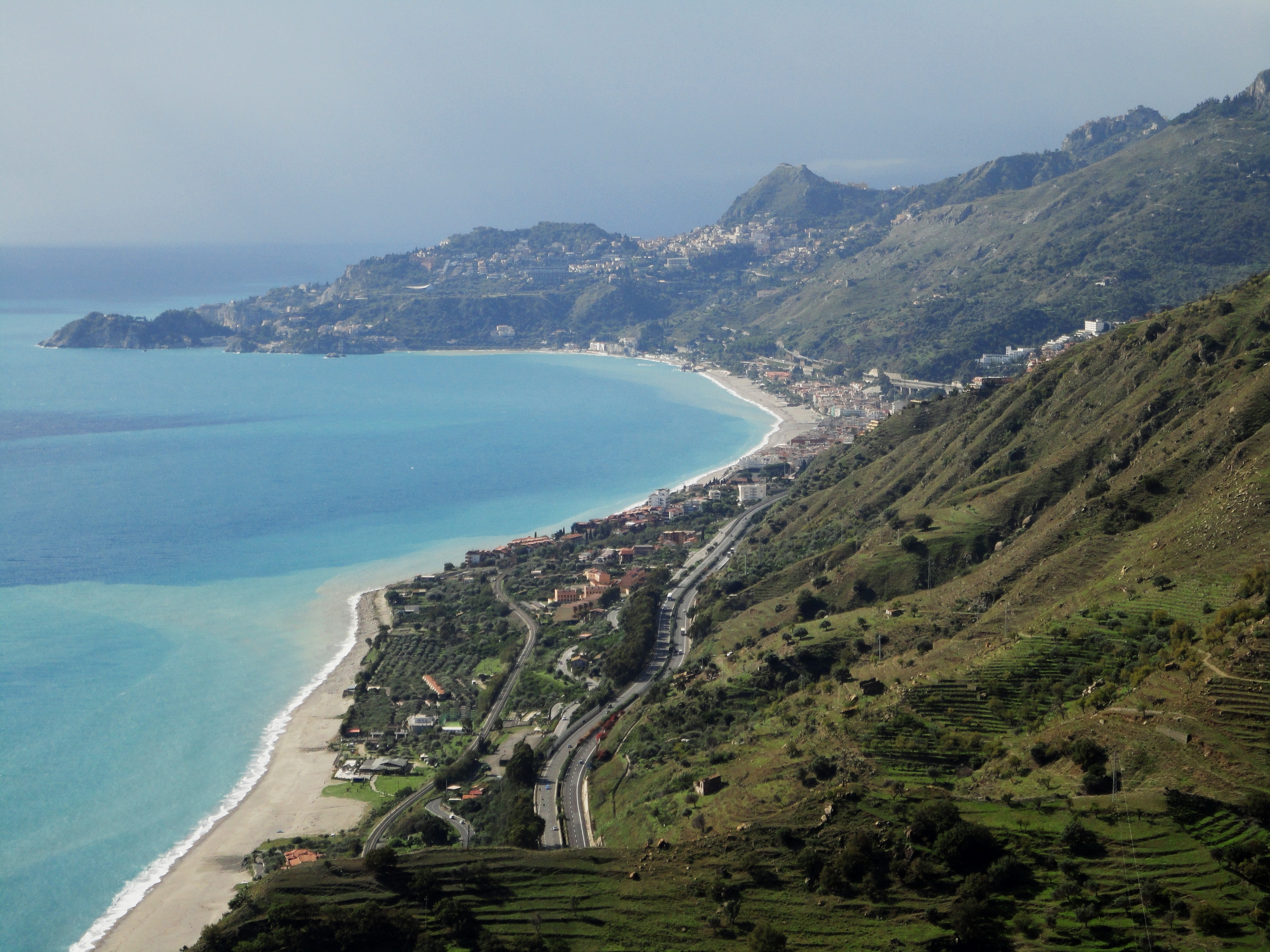
Panorama, sullo sfondo Taormina

### Monumento a Francesco Durante
Nato a Letojanni il 29 giugno 1844 e ivi scomparso il 2 ottobre 1934. Francesco Durante è stato un chirurgo di fama mondiale, il primo a operare con successo i tumori cerebrali (nel 1885), cofondatore del Policlinico Umberto I di Roma, eletto Senatore a vita per meriti scientifici (nel 1889). Nella piazza centrale di Letojanni, a lui intitolata, si staglia un bel monumento bronzeo che lo raffigura, opera dello scultore palermitano Ettore Ximenes, inaugurato il 13 maggio 1923, nel corso di una solenne cerimonia, alla quale presenziarono anche alcuni ministri del governo nazionale. In un primo tempo, il monumento era rivolto verso il mare, come aveva scelto lo stesso scienziato, "a scrutare l'orizzonte"; sennonché, in seguito alla costruzione della nuova chiesa, risultando di spalle rispetto ad essa, fu spostato dal lato opposto della piazza e invertita la posizione.

### Architetture civili
- Il Palazzo Durante è un vero e proprio castello, fornito di una caratteristica merlatura e di una torretta centrale, nella quale spicca una bella finestra bifora. Fatto costruire, nel 1902, dal noto scienziato con materiale e maestranze locali, nonché specialisti messinesi. Venduto dagli eredi del prof. Francesco Durante alle Suore Missionarie del Sacro Cuore di Gesù, che nel 1958 inaugurarono la "Casa del Fanciullo - San Giuseppe", è oggi sede di una struttura ricettiva alberghiera. Si estende sul lungomare per 30 metri e sulla piazza per 16, occupando un'area di circa 400 m²; è costituito da due piani fuori terra e da un seminterrato. Vi è, inoltre, un cortile di circa 300 m².

- Il Palazzo della Cultura (ex clinica del prof. Francesco Durante) rappresenta una testimonianza significativa ed importante per la Comunità di Letojanni. L'edificio acquistato dal Comune e adibito prima a scuola elementare e poi ad asilo nido, dopo averne tentato la trasformazione in casinò, dal 1999 viene utilizzato come "Palazzo della Cultura" (sede di alcune mostre permanenti tra cui quella degli "Strumenti chirurgici e manoscritti del prof. Francesco Durante", quella dei "Ricami artigianali siciliani" e il "Museo d'arte e cultura siciliana"). Al piano terra dello stesso edificio è ubicata la biblioteca comunale, recentemente intitolata alla scrittrice romana, di origini letojannesi, Bianca Garufi che nel 1946 scrisse con Cesare Pavese il romanzo Fuoco grande.

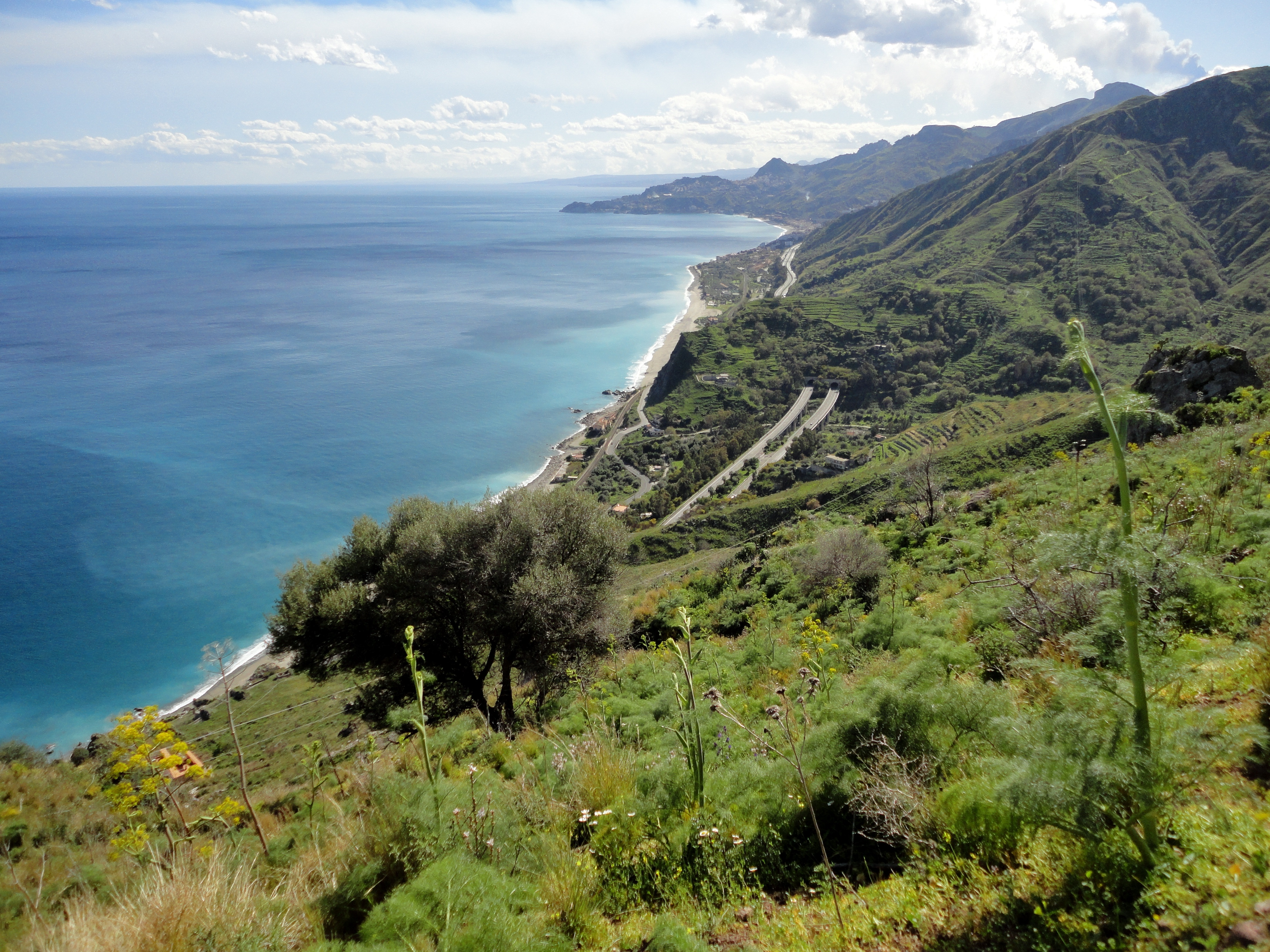
Panorama da Forza d'Agrò

- In Piazza Corrado Cagli si può ammirare una scultura reticolare in acciaio che rappresenta Diogene, opera dell'artista al quale, dal 1981, è intitolata quella piazza e che era particolarmente legato a Letojanni e a Taormina.

- Nonostante sia una cittadina di moderno aspetto e di recente espansione urbanistica, lungo il corso principale (corso Vittorio Emanuele III), si possono ammirare gli esterni di vari sontuosi edifici privati, che rappresentano in parte la storia di Letojanni, tra i quali:
  - Palazzo Silipigni che è un piccolo castello merlato, di stile neogotico, costituito anche da una torre. Gli originari proprietari erano i Cartella, da cui Lorenzo Silipigni nell'800 acquistò sia l'antico edificio abitativo che la vicina Torre Baglio (menzionata in alcune carte geografiche dei secoli scorsi e che era stata edificata nel XVI secolo, nell'allora Marina di Taormina, a difesa del litorale), nonché l'allora cappella padronale dedicata a sant'Antonio. Il terremoto del 1908 arrecò ingenti danni alle varie strutture, cosicché, nel 1923, Riccardo Silipigni fece edificare l'odierno palazzo, dove nell'angolo di nord-ovest fu riprodotta quasi fedelmente l'antica Torre Baglio. Una suggestiva stampa, disegnata dal pittore francese Claude Louis Châtelet il 9 giugno 1778, durante un viaggio e incisa dal De Ghendt, raffigura la vallata del Letojanni fino alla sua foce, facendo risaltare, tra l'altro, la torre e l'antico palazzo. Si estende sul corso principale per 22 metri, occupa un'area di circa 330 m² e si sviluppa su due piani fuori terra. Nel 2013, l'Assessorato Regionale ai Beni Culturali e all'Identità Siciliana lo ha dichiarato d'interesse storico, artistico ed architettonico particolarmente importante. Adiacente al Palazzo Silipigni e alla Torre Baglio si ammira la settecentesca chiesa di S. Antonio, che, nel 1997, è stata donata dal prof. Lorenzo Silipigni alla parrocchia di San Giuseppe. Nella parte destra vi è una campana che risale al 1840. L'interno, tra gli altri oggetti sacri, custodisce La Madonna tra san Leonardo abate di Noblac, sant'Antonio da Padova, san Pancrazio e sant'Ignazio di Loyola, olio su tela del '700, attribuita al pittore messinese Vincenzo Tuccari. Nella parte inferiore del dipinto si distinguono la chiesa di S. Antonio, il palazzo del marchese Reitano con annessa torre e la Torre Baglio. Era ovunque una consuetudine dell'epoca, come auspicio di protezione, raffigurare le località tra la Madonna e i santi.
  - Palazzo Fleres-Tornatore (1834). In stile moresco a forma di torrione con cimasa merlata, caratteristiche bifore e balconcini dalle ringhiere panciute in ferro battuto. Occupa un'area di circa 150 m² e si sviluppa su due piani fuori terra.
  - Palazzo Garufi (1823). Si estende sul corso per ben 38 metri, occupa un'area di circa 700 m² e si sviluppa su due piani fuori terra.
  - Palazzo Tornatore (1837). Si estende sul corso per 16 metri, occupa un'area di circa 320 m² e si sviluppa su due piani.
  - Palazzo Mauro (1835). Si estende sul corso per 25 metri, occupa un'area di circa 490 m², si sviluppa su due piani fuori terra; annesso al palazzo, vi è un cortiletto di 55 m².
  - Palazzo Cingari (1847). In questa residenza privata, fino al secondo dopoguerra, era allogato il Municipio, quando fu trasferito nel vicino edificio di proprietà della famiglia Cuomo e dal 1958, nei moderni locali dell'attuale sede. Si estende sul corso per 13 metri, occupa un'area di circa 130 m² e si sviluppa su due piani.
  - Palazzo Lo Turco (1900). Un maestoso edificio, nel quale, l'allora proprietario, il Comm. Mario Lo Turco ospitò il famoso pittore Otto Geleng (Berlino, 1843 – Taormina, 1939), che, con i suoi quadri, contribuì notevolmente a far conoscere in Francia e in Germania le bellezze naturali e artistiche di Taormina e dintorni. Si estende sul corso per 17 metri, occupa un'area di circa 400 m² e si sviluppa su due piani.
  - Palazzo Bonsignore (1815). Due colonne sorreggono un tipico balconcino incorniciandone il portale principale, dall'arco a tutto sesto. Si estende sul corso per 16 metri, occupa un'area di circa 220 m² e si sviluppa su due piani. Dopo la demolizione dell'originario Palazzo Silipigni e della dimora del marchese Reitano (abbattimenti resesi necessari a seguito dei danni subiti durante il terremoto del 1908), questo edificio risulta il più antico tra quelli presenti a Letojanni.
  - Palazzo Bucceri (1904). In stile tardo-rinascimentale con una facciata sormontata da una caratteristica merlatura e abbellita, al piano superiore, da varie bifore e da una trifora centrale. In cima all'edificio spicca una bella torre, anch'essa merlata e fornita di trifore. Nei vari balconi è riportato lo scudo araldico, dalla inusuale forma svizzera, raffigurante lo stemma della nobile casata dei Briguglio-Bucceri. Si estende sul corso per 15 metri, occupando un'area di circa 120 m² e si sviluppa su due piani.

## Società

### Evoluzione demografica
Abitanti censiti

## Cultura

### Musei
La città ospita un museo dedicato a Francesco Durante, con una sezione riservata all'arte siciliana, e un Palazzetto dei congressi.

### Manifestazioni e sagre
Il santo patrono san Giuseppe viene festeggiato il 19 marzo.
In passato la prima domenica di agosto aveva inoltre luogo la spettacolare processione a mare. Dopo le funzioni religiose il simulacro del Santo veniva posto su una barca e, accompagnato da un seguito di imbarcazioni, solcava il mare antistante la spiaggia letojannese mentre il corpo bandistico accompagnava con della musica la traversata.
Nel periodo estivo numerose sono le manifestazioni che accompagnano la stagione turistica: sagre, mostre, concerti, rappresentazioni teatrali. Di importanza rilevante è il "Premio scientifico Francesco Durante", istituito nel 1986, che ha visto tra i premiati luminari di fama mondiale.

### Cucina
La cucina di Letojanni si basa prettamente su prodotti locali, e in particolare sul pesce. Altri prodotti disponibili nella stagione turistica includono le granite con brioche, i gelati, i meringati in vari gusti e i dolci tipici come le "piparelle", "'nzuddi", "bianco e nero", "pignolata", cannoli, e così via.

### Cinema
A Letojanni sono state girate alcune scene del film Johnny Stecchino. La scena del barbiere, in particolare, è stata girata all'interno del locale del barbiere in piazza Durante.

## Amministrazione
Di seguito è presentata una tabella relativa alle amministrazioni che si sono succedute in questo comune.
| Periodo          | Periodo          | Primo cittadino     | Partito                                                  | Carica  | Note  |
| ---------------- | ---------------- | ------------------- | -------------------------------------------------------- | ------- | ----- |
| 28 giugno 1988   | 21 gennaio 1990  | Michelangelo Garufi | -                                                        | Sindaco | [ 7 ] |
| 8 febbraio 1990  | 8 giugno 1992    | Eugenio Bonsignore  | Democrazia Cristiana                                     | Sindaco | [ 7 ] |
| 8 giugno 1992    | 7 giugno 1993    | Giuseppe Gullotta   | Democrazia Cristiana                                     | Sindaco | [ 7 ] |
| 7 giugno 1993    | 1º dicembre 1997 | Eugenio Bonsignore  | Democrazia Cristiana                                     | Sindaco | [ 7 ] |
| 1º dicembre 1997 | 28 maggio 2002   | Eugenio Bonsignore  | lista civica                                             | Sindaco | [ 7 ] |
| 28 maggio 2002   | 15 maggio 2007   | Giovanni Mauro      | lista civica                                             | Sindaco | [ 7 ] |
| 15 maggio 2007   | 8 maggio 2012    | Giovanni Mauro      | lista civica                                             | Sindaco | [ 7 ] |
| 8 maggio 2012    | 12 giugno 2017   | Alessandro Costa    | lista civica                                             | Sindaco | [ 7 ] |
| 12 giugno 2017   | 13 giugno 2022   | Alessandro Costa    | lista civica Letojanni Domani                            | Sindaco | [ 7 ] |
| 13 giugno 2022   | in carica        | Alessandro Costa    | lista civica Letojanni Domani - Alessandro Costa Sindaco | Sindaco | [ 7 ] |

## Sport

### Pallavolo
La squadra di pallavolo maschile è l'ASD Volley Letojanni, che dalla stagione 2016-2017 disputa il campionato di Serie B.
La squadra femminile, la Citizen Letojanni, ha disputato il campionato di Serie A nella stagione 1976-1977.

### Calcio
La squadra di calcio è l'ASD Robur Letojanni che disputa la Prima Categoria Siciliana.

## Galleria d'immagini

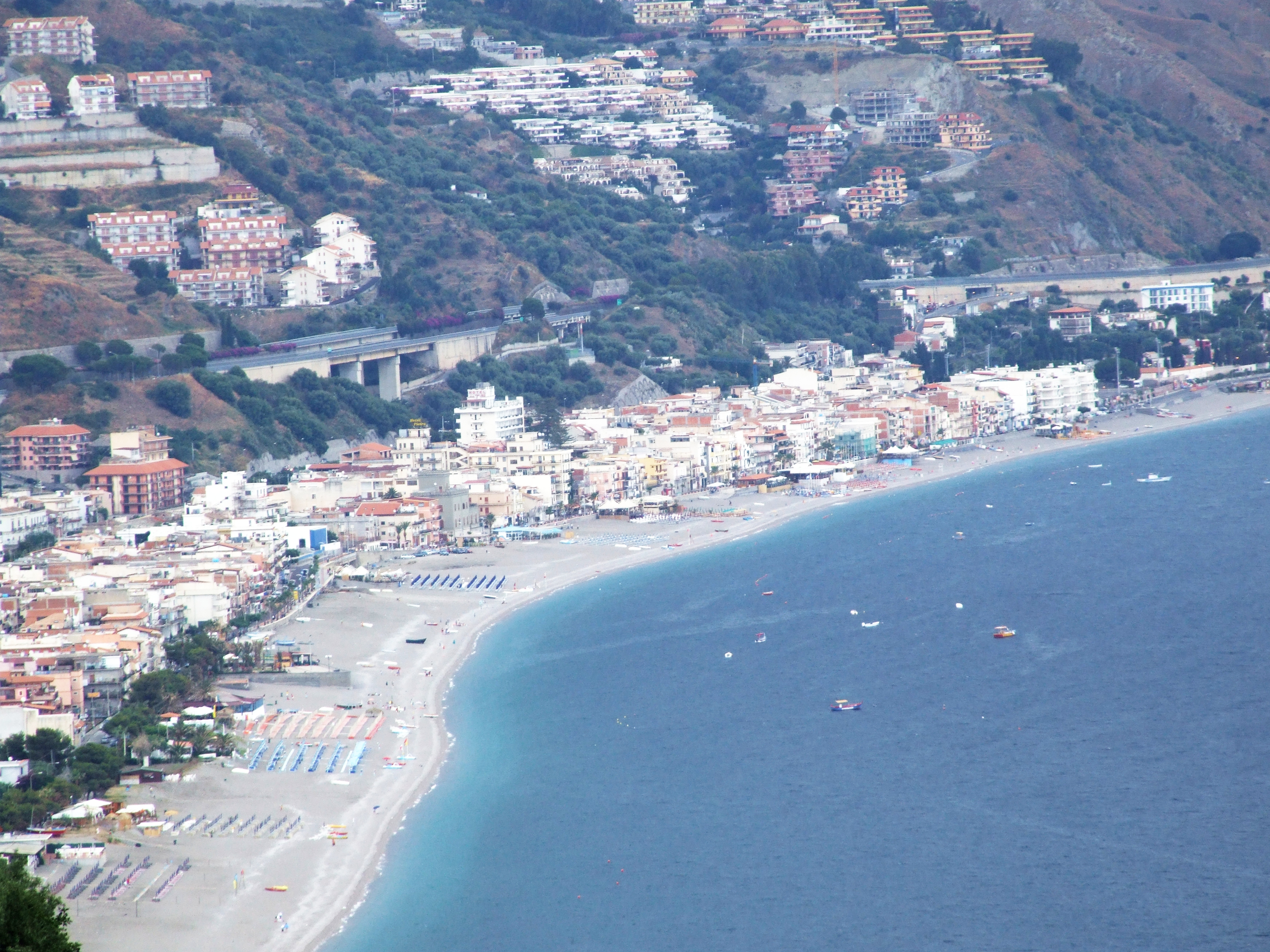
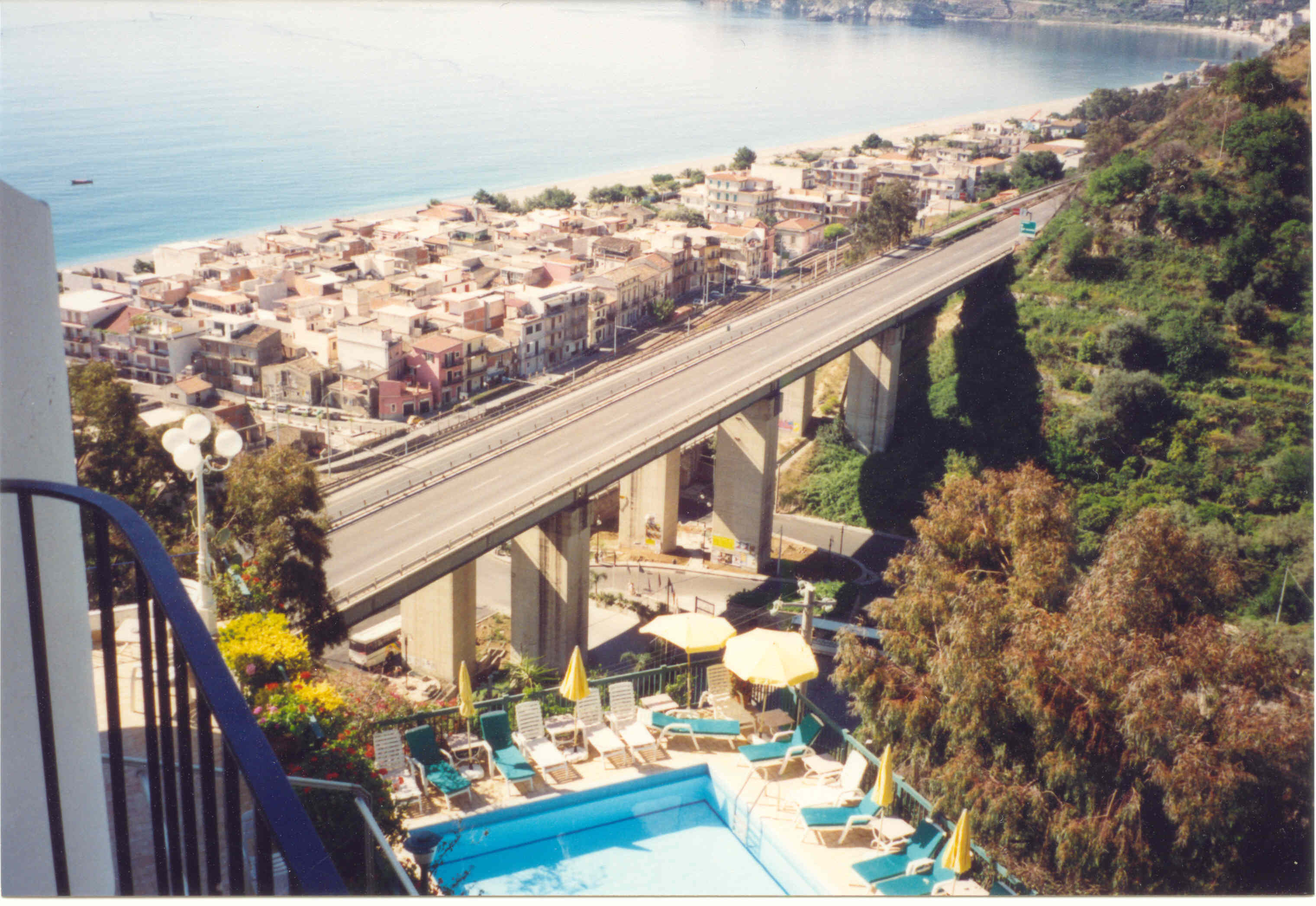
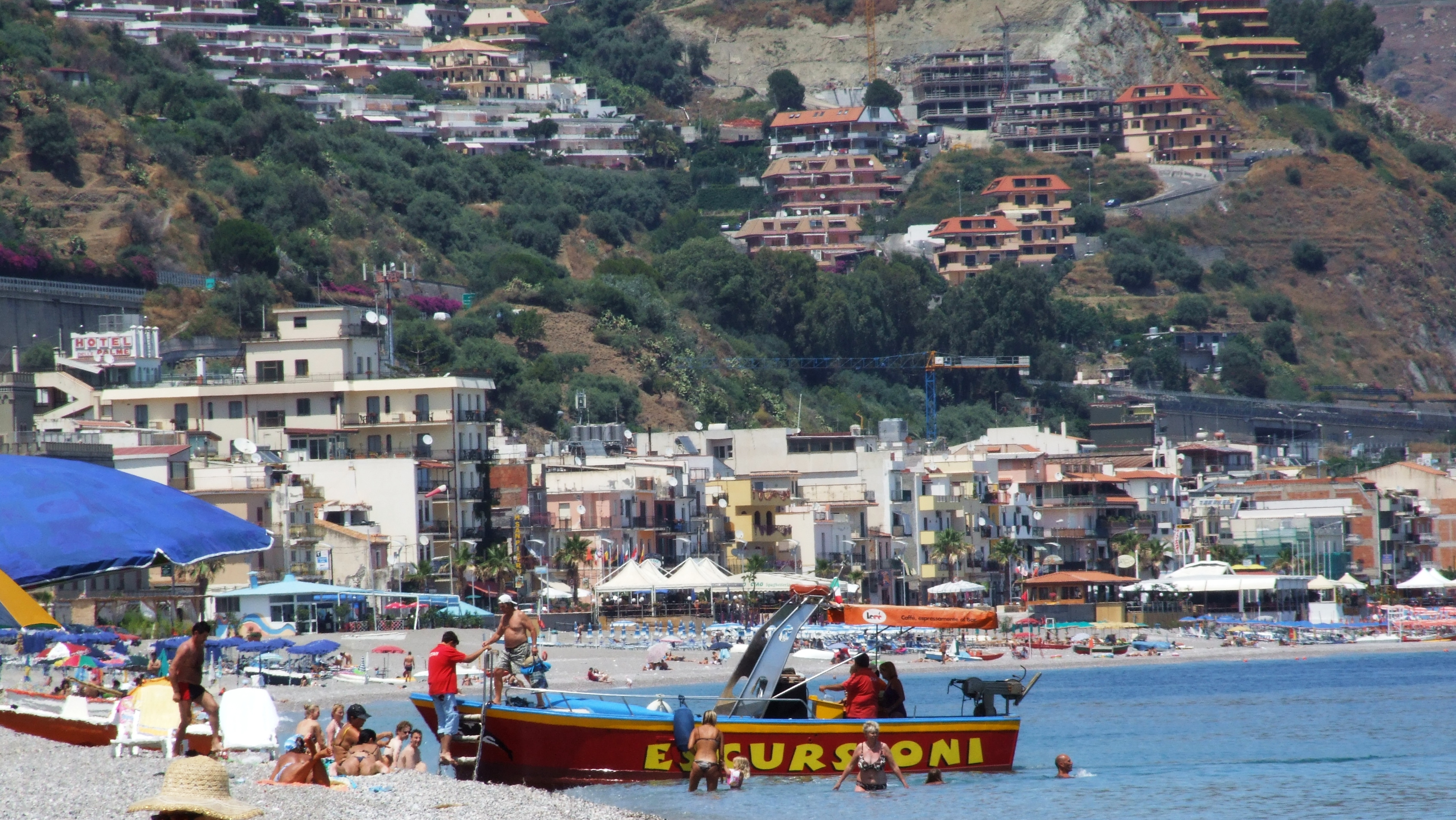
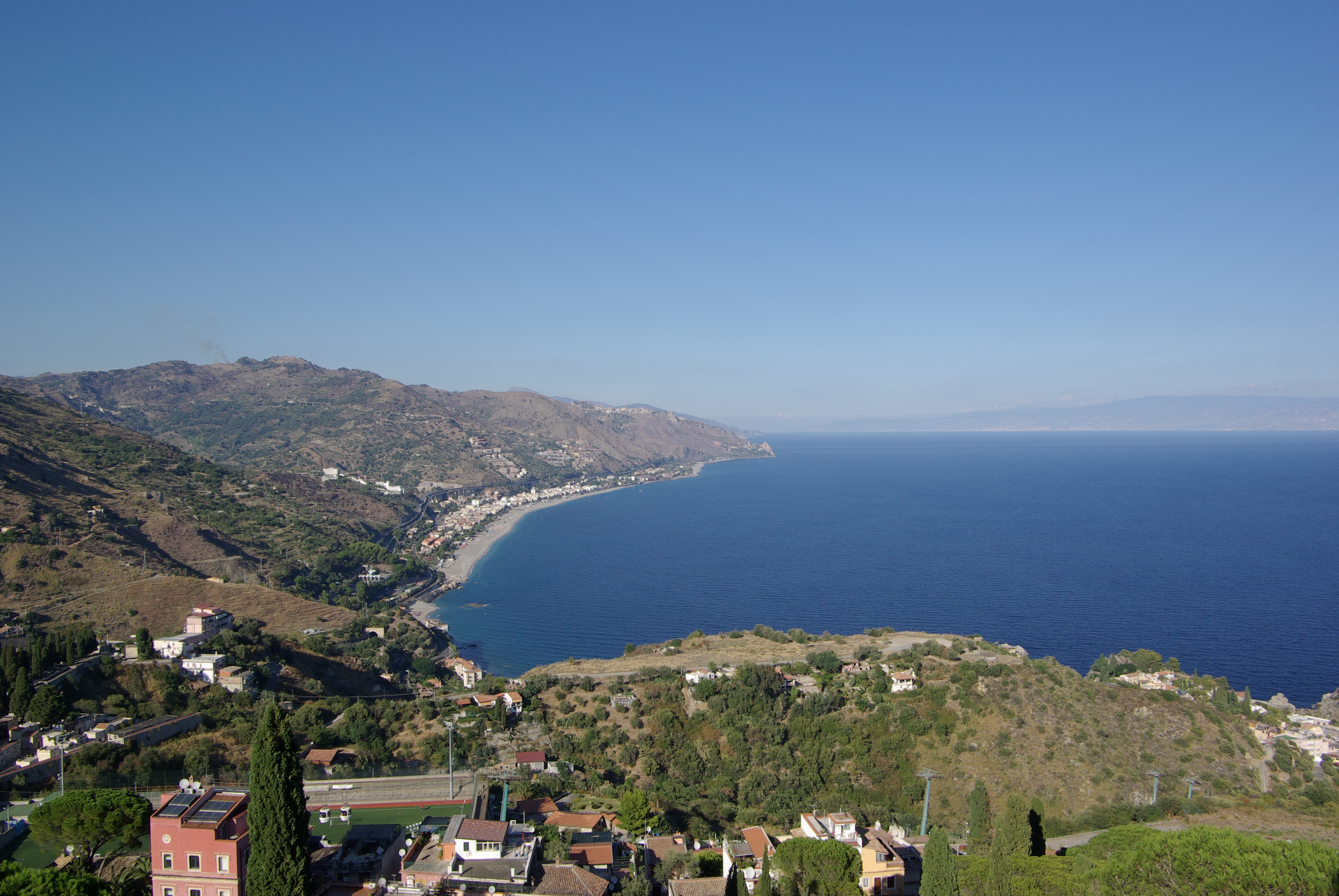